# José Ramón Pérez Ornia
José Ramón Pérez Ornia (Pola de Siero, 1946-Gijón, 12 de junio de 2020) fue un periodista español. Director general de Telemadrid (1991-1994), y primer director general de la Radiotelevisión del Principado de Asturias RTPA (2005-2011). Fue además profesor titular de comunicación audiovisual y publicidad de la Universidad Complutense de Madrid, y director del Anuario de la TV que edita GECA.

## Biografía
Trabajó durante catorce años como redactor y crítico de televisión del diario El País.
Muy ligado a la órbita del PSOE, formó parte del equipo que preparó la concesión de licencias de televisión privada en España a finales de los años 1980. Fue director general de Telemadrid (1991-1994) y director general de Comunicación del Ministerio de la Presidencia (1994-1996).
En 1996 se incorporó a la empresa GECA —Gabinete de Estudios de Comunicación Audiovisual— dedicada al análisis y el planteamiento de estrategias en televisión. En la misma organización, también dirigió un Anuario de la Televisión.
En enero de 2005 tomó posesión como primer director general del Ente Público de Comunicación del Principado de Asturias, la Radiotelevisión del Principado de Asturias RTPA (2005-2011).
Como académico estudió las relaciones entre el poder político y la televisión.[cita requerida]
Falleció en Gijón el 12 de junio de 2020.